# Leopold Hager
Leopold Hager (Salisburgo, 6 ottobre 1935) è un direttore d'orchestra austriaco, noto soprattutto per le sue interpretazioni di opere del periodo classico viennese (Haydn, Mozart, Beethoven e Schubert).

## Biografia
Hager studiò pianoforte, organo, clavicembalo, direzione e composizione al Mozarteum di Salisburgo (1949–1957) con Bernhard Paumgartner, Gerhard Wimberger, Cesar Bresgen ed Egon Kornauth. Fu nominato direttore d'orchestra allo teatro statale di Magonza (1957-1962) e, dopo aver diretto il Linestheater di Linz (1962-1964), fu nominato primo direttore dell'opera di Colonia (1964-1965). Lavorò inoltre come direttore artistico a Friburgo in Brisgovia (1965-1969) e come direttore principale della Mozarteum Orchestra e del Landestheater di Salisburgo (1969-1981). Nell'ottobre 1976 debutta alla Metropolitan Opera di New York, dirigendo Le nozze di Figaro. È anche apparso come direttore ospite presso altri teatri d'opera e orchestre in Europa (Filarmonica di Berlino, Filarmonica di Vienna ) e negli Stati Uniti . Nel 1981 è diventato direttore musicale dell'Orchestra Sinfonica di Radio-Télé-Lussemburgo (ora Orchestra Filarmonica di Lussemburgo), e ha concluso il suo incarico nel 1996.
Fino al 2004, Hager ha anche insegnato direzione d'orchestra presso l'università per la musica e le arti interpretative di Vienna.
Dal 2005 al 2008, Leopold Hager è stato direttore principale della Volksoper di Vienna, dirigendo le nuove produzioni di Il flauto magico, La Traviata, I maestri cantori di Norimberga, I racconti di Hoffmann e Turandot .
Fu inoltre spesso direttore all'Opera di Stato di Vienna, lavorando con orchestre quali la filarmonica di Vienna, la sinfonia di Vienna, l'orchestra Filarmonica Ceca, l'orchestra del Gewandhaus di Lipsia, la Staatskapelle di Dresda, la filarmonica di Monaco di Baviera, l'orchestra della radio di Monaco, l'orchestra sinfonica di Bamberga, la North German Radio Symphony Orchestra, l'orchestra sinfonica della radio di Lipsia, l'orchestra sinfonica di Berlino, l'orchestra reale del Concertgebouw, l'accademia nazionale di Santa Cecilia, l'orchestra sinfonica nazionale Danese, l'orchestra di Parigi, l'orchestra nazionale di Lilla e l'orchestra Sinfonica Nazionale di Washington.